# 钱应学
钱应学（1940年12月—2015年2月12日），陕西省高陵县人，中华人民共和国政治人物。
1960年9月至1965年7月，在西北政法学院法律系学习，之后供职于青海省人民检察院、青海省高级人民法院。1990年，担任青海省高级人民法院副院长。1998年1月，任院长、二级大法官。2006年，最高人民法院聘任为咨询委员会委员。2008年7月退休。2015年2月12日去世。